# Hochpustertal

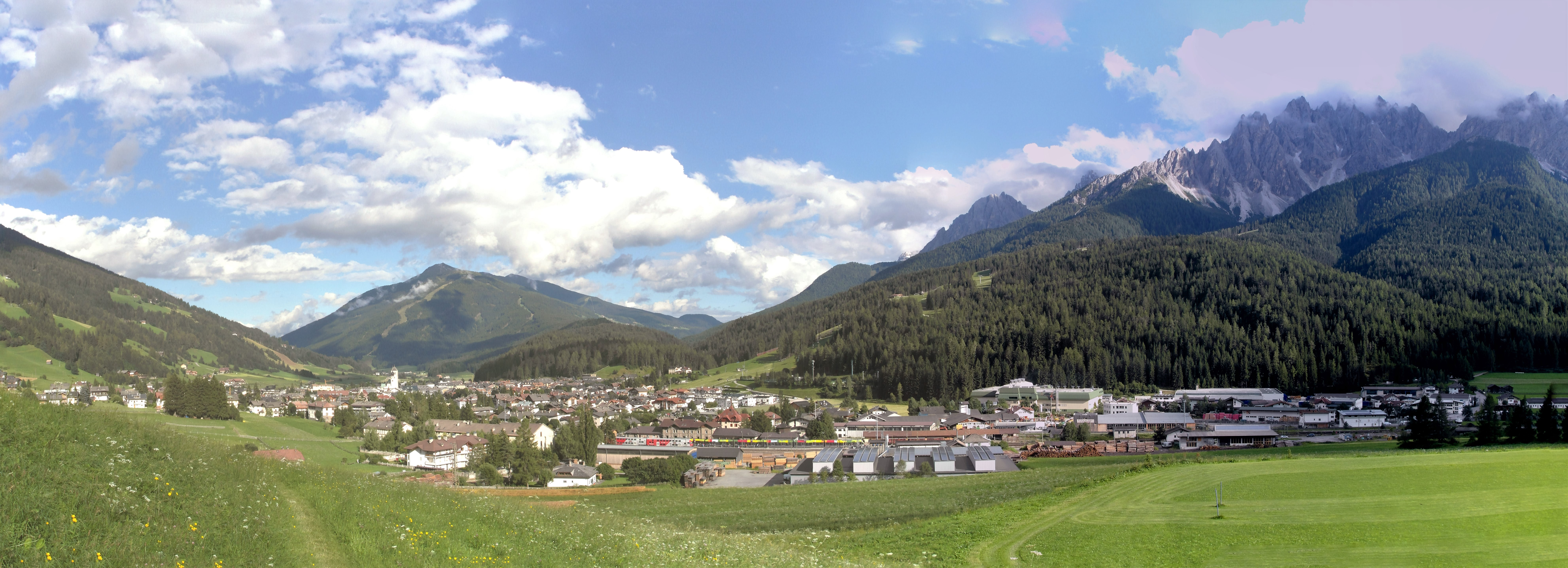
Blick auf Innichen

Mit Hochpustertal wird häufig der östliche am Oberlauf der Drau gelegene Teil des Pustertales bezeichnet. Der Begriff ist nicht genau abgegrenzt. Auf Südtiroler Seite wird meist der Abschnitt zwischen Niederdorf und der italienisch-österreichischen Grenze, inklusive der Seitentäler Sexten und Prags zum Hochpustertal gerechnet, in Osttirol der weitere Verlauf von Sillian bis Lienz.

## Allgemein
Zum Südtiroler Hochpustertal (Nordosten Italiens) zählen folgende Gemeinden:
- Innichen
- Niederdorf
- Prags
- Sexten
- Toblach

Im Osttiroler Teil (Südwesten Österreichs) gehören folgende Gemeinden zum Hochpustertal:
- Sillian
- Strassen
- Abfaltersbach
- Anras
- Assling
- Leisach

## Tourismus
Das Hochpustertal ist überregional vor allem für die Dolomiten bekannt, insbesondere die Felsformation Drei Zinnen. 
Der Naturpark Fanes-Sennes-Prags und der Naturpark Drei Zinnen zählen zum Welterbe Dolomiten. Als touristische Attraktionen  gelten auch das Fischleintal, der Pragser Wildsee, das Hochplateau Plätzwiese, Toblach als kulturelles Zentrum und Innichen mit der romanischen Stiftskirche.